# Процев'ят Тарас Іванович
Тарас Іванович Процев'ят (12 серпня 1962, місто Львів — 30 вересня 2024) — український діяч, член президії Головного проводу КУН, член ОУН та член Ради волонтерів України. Науковець, кандидат історичних наук (1989). Народний депутат України 2-го скликання.

## Життєпис
Народився в родині інженера-геолога та співачки.
У 1979—1984 роках — студент архітектурного факультету Львівського політехнічного інституту, архітектор.
У 1984—1986 роках — старший науковий працівник наукового відділу Музею народної архітектури та побуту у місті Львові. У 1986—1989 роках — аспірант Інституту етнології та антропології АН СРСР у Москві. З 1988 року — член ради Українського товариства «Славутич» та Українського молодіжного клубу, викладач української недільної школи у Москві.
У 1989 році захистив кандидатську дисертацію «Розвиток сільського житла Українських Карпат».
У 1989—1994 роках — науковий працівник відділу етнографії Інституту народознавства НАН України. Експерт з наукових питань газети «Шлях Перемоги».

## Політична діяльність
Член Конгресу українських націоналістів (КУН). У 1992—1995 роках — член Головного проводу Конгресу Українських Націоналістів, член Президії Головного Проводу Конгресу Українських Націоналістів.
Народний депутат України 2-го демократичного скликання з квітня 1994 (2-й тур) до квітня 1998, Самбірський виборчий округ № 268 Львівської області. Член Комітету з питань боротьби з організованою злочинністю та корупцією. Член групи «Конституційний центр».
З 1999 року — генеральний директор Дочірнього підприємства «СВОС-Україна» (місто Київ) та інших комерційних підприємств.
Заступник голови Київської міської організації Товариства «Меморіал» імені Василя Стуса.
Член Спілки архітекторів України (з 1992). Член Наукового товариства імені Шевченка (НТШ) (з 1991). Член-кореспондент Міжнародної кадрової академії.

## Науковий доробок
Автор (співавтор) понад 300 наукових та науково-популярних праць.